# 토마스 아우더 코터
토마스 아우더 코터(네덜란드어: Thomas Oude Kotte, 1996년 3월 20일 )는 네덜란드의 축구 선수이다.

## 참고 문헌
- “KFA 통합경기정보 시스템”. 대한축구협회.
- “K리그 데이터 포털”. 한국프로축구연맹.
- “토마스 아우더 코터”. 《충남 아산 FC》. 충남아산프로축구단.